# FANCL
FANCL（又稱芳珂，東證1部：4921），是成立于日本横滨市的一家主营“無添加”護膚及健康食品的上市公司。公司股票交易于东京证券交易主板。創辦人为池森賢二。公司成立於1980。現時主要生產及銷售美容及健康食品。其产品除日本外，亦销往中国大陆、美國、香港、臺灣、新加坡、泰國等地。
2019年8月6日麒麟控股以1293億日元（約12.1億美元）向日本化妝品品牌FANCL創始人兼主席池森賢二及其親戚，以及他們的資產管理公司購入FANCL的30.3％股份（合計3950萬股），並享有33％的股份投票權。

## 歷史

### 創業及事業擴大
FANCL前身為Japan Fine Chemical販賣株式會社，於1980年4月由池森賢二創立，並於1981年8月18日正式法人化。池森於1970年代因為眼見日本化妝品受到食品添加劑的公害影響，因化妝品含有防腐劑及香料等添加劑而引起皮膚炎，池森委托了相關技術者的友人研發出不含添加劑的化妝品，亦因應避免化妝品保鮮期過短而提議使用5毫升液瓶包裝。公司直至1982年7月改名為FANCL現稱, 於1998年公司正式公開招股，並於1999年在東京證券交易所1部掛牌。

### 麒麟控股收購及資本合作
2019年6月1日，池森已達81歲之齡，於同年8月召開記者會，宣佈將其名下持有的FANCL股份正式售予麒麟控股，並相繼將家族及資產管理人所持的股份皆向麒麟控股售出。麒麟控股亦以收購市面上股份的形式取得FANCL 30.3%的股權，相等於1,293億日元，FANCL自此成為麒麟控股下持分法關連公司。
2024年6月14日，麒麟控股發表向FANCL公開要約收購（TOB），經過TOB及股份合併程序，2024年12月FANCL正式成為麒麟控股的子公司。

## 外部連結
- FANCL（日本） （页面存档备份，存于）
- FANCL（香港） （页面存档备份，存于）
- FANCL（中國） （页面存档备份，存于）
- FANCL（台灣） （页面存档备份，存于）
- FANCL（新加坡） （页面存档备份，存于）